# اینودی‌بی
اینودی‌بی (به انگلیسی: InnoDB) یک موتور ذخیره‌سازی برای مای اس‌کیوال است که در نسخه ۵٫۵ به بالای آن به صورت پیشفرض مورد استفاده قرار گرفته‌است. این موتور ویژگی‌های استاندارد اسید را به همراه پشتیبانی از کلید خارجی (Foreign Key) ارائه می‌کند. این موتور به صورت استاندارد در تمام توزیع‌های باینری ارائه شده توسط مای‌اس‌کیوال ای‌بی (MySQL AB) به جز در برخی از نسخه‌های OEM وجود دارد.
پس از خریداری Innobase Oy توسط شرکت اوراکل در سال ۲۰۰۵، اینو دی بی به عنوان یک محصول شرکت اوراکل شناخته شد. این برنامه دارای دو مجوز می‌باشد. این برنامه تحت پروانه عمومی همگانی گنو توزیع شده‌است همچنین برای افرادی که قصد دارند از آن در برنامه‌های مالکیتی استفاده کنند مجوز صادر می‌شود.